# روي غودمان
روي غودمان (بالإنجليزية: Roy Goodman) هو موزع وموسيقي بريطاني، ولد في 26 يناير 1951 في غلدفورد في المملكة المتحدة.

## وصلات خارجية
- الموقع الرسمي
- روي غودمان على موقع ميوزك برينز (الإنجليزية)
- روي غودمان على موقع أول ميوزيك (الإنجليزية)
- روي غودمان على موقع ديسكوغز (الإنجليزية)